# Куси (коммуна)
Куси́ (фр. Coucy) — коммуна во Франции, находится в регионе Шампань — Арденны. Департамент — Арденны. Входит в состав кантона Ретель. Округ коммуны — Ретель.
Код INSEE коммуны — 08133.
Коммуна расположена приблизительно в 170 км к северо-востоку от Парижа, в 65 км севернее Шалон-ан-Шампани, в 35 км к юго-западу от Шарлевиль-Мезьера.

## Население
Население коммуны на 2008 год составляло 514 человек.
| 1962 | 1968 | 1975 | 1982 | 1990 | 1999 | 2008 |
| ---- | ---- | ---- | ---- | ---- | ---- | ---- |
| 378  | 406  | 385  | 460  | 478  | 488  | 514  |

## Администрация
| Период | Период | Фамилия     | Партия | Должность |
| ------ | ------ | ----------- | ------ | --------- |
| 2001   | 2008   | Пьер Рива   |        |           |
| 2008   |        | Давид Потье |        |           |

## Экономика
В 2007 году среди 322 человек в трудоспособном возрасте (15—64 лет) 227 были экономически активными, 95 — неактивными (показатель активности — 70,5 %, в 1999 году было 62,8 %). Из 227 активных работали 210 человек (120 мужчин и 90 женщин), безработных было 17 (7 мужчин и 10 женщин). Среди 95 неактивных 25 человек были учениками или студентами, 25 — пенсионерами, 45 были неактивными по другим причинам.

## Достопримечательности
- Церковь Сен-Реми. В замке была часовня в готическом стиле, которая позже была расширена и стала приходской церковью. В конце XIX века на её месте была построена новая церковь с высокой колокольней. В 1937 году колокольня была разрушена ураганом и её заменили колокольней пониже.

## Фотогалерея
- Церковь Сен-Реми
- Мэрия
- Памятник погибшим в Первой мировой войне
- Въезд в Куси